# 宮武外骨
宮武 外骨（みやたけ がいこつ、1867年2月22日〈慶応3年1月18日〉 - 1955年〈昭和30年〉7月28日）は、日本のジャーナリスト（新聞記者、編集者）、著作家、新聞史研究家、明治期の世相風俗研究家。
明治・大正期にはジャーナリストとして、政治家や官僚、行政機関、マスメディアを含めた権力の腐敗を言論により追及した。日本における言論の自由の確立を志向し、それを言論によって訴えた。また、活字による文字絵（後のアスキーアートのようなもの）を先駆的に取り入れた文章など、様々な趣向を凝らしたパロディや言葉遊びを執筆した。関東大震災以降は風俗史研究に活動の重点を移し、東京帝国大学（東京大学）に明治新聞雑誌文庫を創設した。

## 生涯

### パロディから反官僚へ

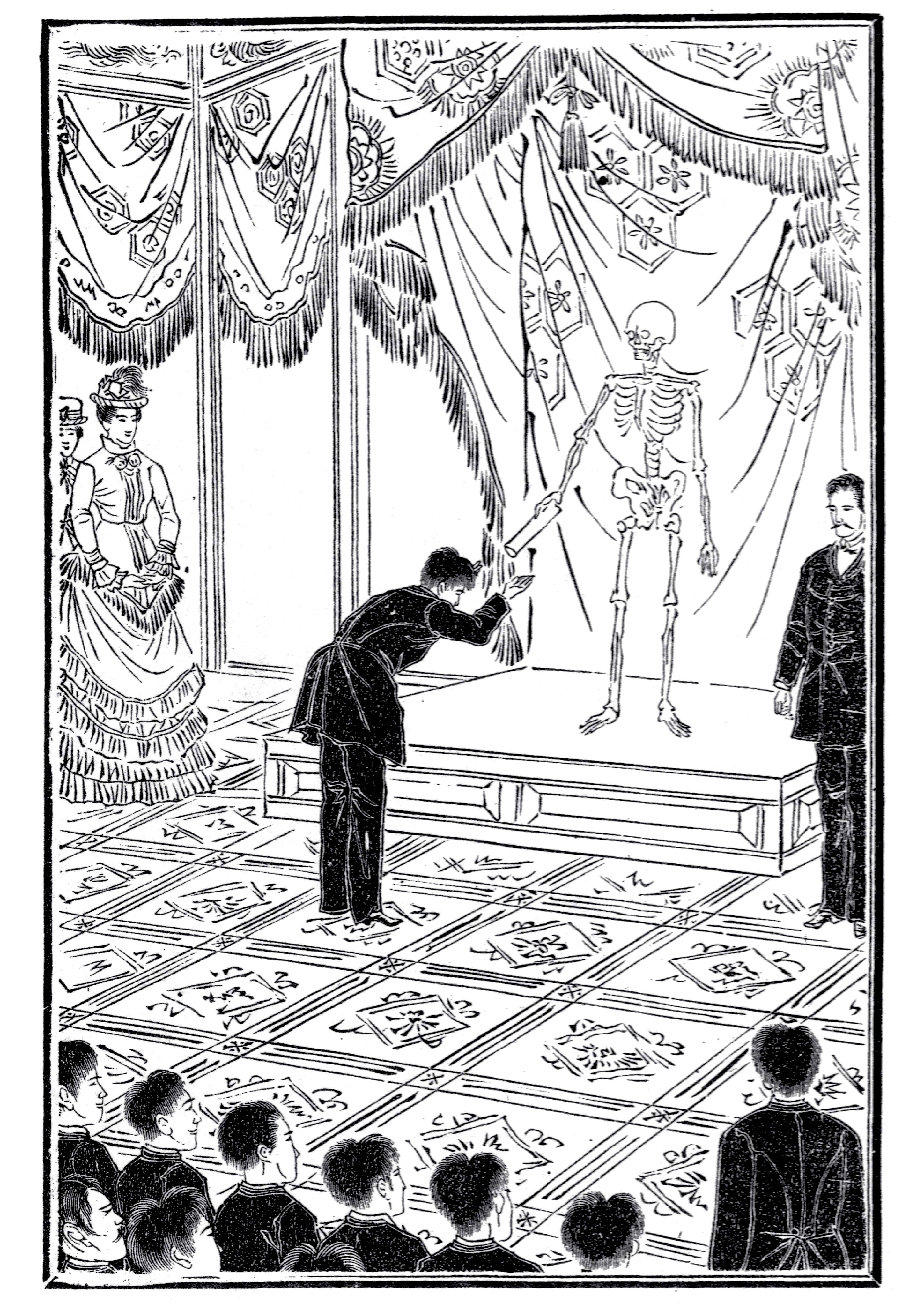
宮武外骨「頓智研法発布式」（安達吟光画）。大日本帝国憲法に擬した「頓智研法」を骸骨（＝外骨）が下賜する場面。また条文の「第一條 大日本帝國ハ萬世一系ノ天皇之ヲ統治ス」をもじり「第一條、大頓知協会ハ讃岐平民ノ外骨之ヲ統括ス」とした。奥に立つ骸骨は明治天皇であるとして外骨は不敬罪で逮捕され、投獄は3年8ヶ月に及んだ。

讃岐国阿野郡小野村（現在の香川県綾歌郡綾川町小野）に庄屋宮武家の四男として生まれた。幼名は亀四郎。
一生農家で果てるのを嫌って、高松栄義塾で漢学を学び、明治14年（1881年）、14歳の時に上京し進文学舎においても漢学を学ぶ。東京で多くの出版物に触れて記者や著述家ほど愉快な職業はないと感じ、『朝野新聞』の成島柳北、『近事評論』の林正明 (肥後熊本藩士)、『東京新誌』の服部誠一らに憧れ、18歳から執筆活動を始める。
17歳の時に戸籍上の本名を "外骨" に改める。幼名の亀四郎の亀が "外骨内肉" の動物であることに因んだ物である。正式の本名であるにもかかわらず、号のようにしか受け止められないことが多く、役所や図書館の窓口などで「号ではなく本名をお願いします」などとたびたび言われるのが癪だと言って、「是本名也」と彫った印鑑を用いたことも少なくなかった。なお、晩年は「外骨」の読みを「とぼね」に改めている。
当初は比較的穏健だったが、反骨精神に富み自ら新聞・雑誌を刊行して政治や権力批判を行ったためたびたび発禁・差し止め処分を受けた。明治22年（1889年）3月4日、『頓智協会雑誌』で大日本帝国憲法発布をパロディ化して（戯画「頓智研法発布式」）不敬罪に問われ禁錮3年の実刑判決を受けた（10月）。未決勾留日数の刑期算入も認められず、投獄は3年8ヶ月に及んだ。それからは官僚を宿敵と見なし、活発な権力批判を行うようになった。その後も検挙投獄は3回に及んだ。また雑誌は数多く創刊したが比較的短命なものが多く、1号のみの廃刊誌は実に17を数える。
1927年（昭和2年）時点で、同業者からは「発売禁止の大先輩」として半ば崇められており、その時点の発禁回数は43回とされている。
警察署長の不正や悪徳商法の主（野口茂平）を長期間紙面で晒し上げる一方で日露戦争に対する社説を翻した『万朝報』を批判するなど、批判精神を忘れて権力・世論に迎合するジャーナリズムに対する批判も行い、反権力を貫く一ジャーナリスト（当時の訳語では「操觚者」）として徹底した行動を取りつづけた。もっとも日露戦争自体については主戦論ではないが反戦論でもなく、戦争協力を誌面で説いたこともある。たとえばニコライ教はロシア正教会のニコライ・カサートキンによる伝来であったから、「愚民を惑はすのみならず、常に賣国奴を養成して居る」と非難し、ニコライの逮捕、退会しない信徒の国外追放、ニコライ堂の破壊などの弾圧を行うよう主張した。
特に、自らの力を悪用して私欲を働くマスメディアには「ユスリ記者」と呼び激しい批判を行った（『滑稽新聞』では「ユスリ」に特注の極太ゴシック体を使用して強調した）。ただし、その主張の中には「味の素の原料は青大将」など、後に結局デマと分かったものもあった。
外骨の厳しさは読者や親族にも及んだ。『滑稽新聞』明治40年（1907年）11月20日号で吉田東伍の『大日本地名辞書』の誤りを指摘し、版元の冨山房ともども「文壇の山師」と批判した。読者に、この記事は出版社をユスろうとしているのではないかと批判投稿した者がいた。12月20日号で採用した上でこの読者に対する反論を行い、さらに「間抜け」な批判をした読者を磔にした挿絵を付け文字通りさらし者にしたことがある。この読者からは冨山房の店員（拡販員と思われる）から『滑稽新聞』の記事について「善悪とも交渉すべからず」といわれたため疑念を抱いたのだという返信が来たため、外骨は冨山房に抗議した上で『大日本地名辞書』批判をしばらく続けた。
また、著書『つむじまがり』で「予の先祖は備中の穢多（えた）であるそうな」と書いたところ、「未だ穢多の子孫と云ふ事は耳にしたる事無之候、（中略）宮武家一門三百人の大迷惑」と抗議した親類があった。外骨は「予の親族中にも、今尚斯る舊弊（きゅうへい）思想の脱しない者がある位だから、予は飽迄も穢多の子孫なりと叫ばねばならぬ」（『スコブル』大正6年（1917年）第10号）と反論した。部落差別が解消されていれば「穢多の子孫」と自称しても全く意味はないはずだから、抗議した親類の態度こそ差別であると主張した。一方、桃中軒雲右衛門を否定的な意味で「穢多芸人」と呼ぶなどの差別発言を行っていたことも指摘されている。

### 『滑稽新聞』の成功

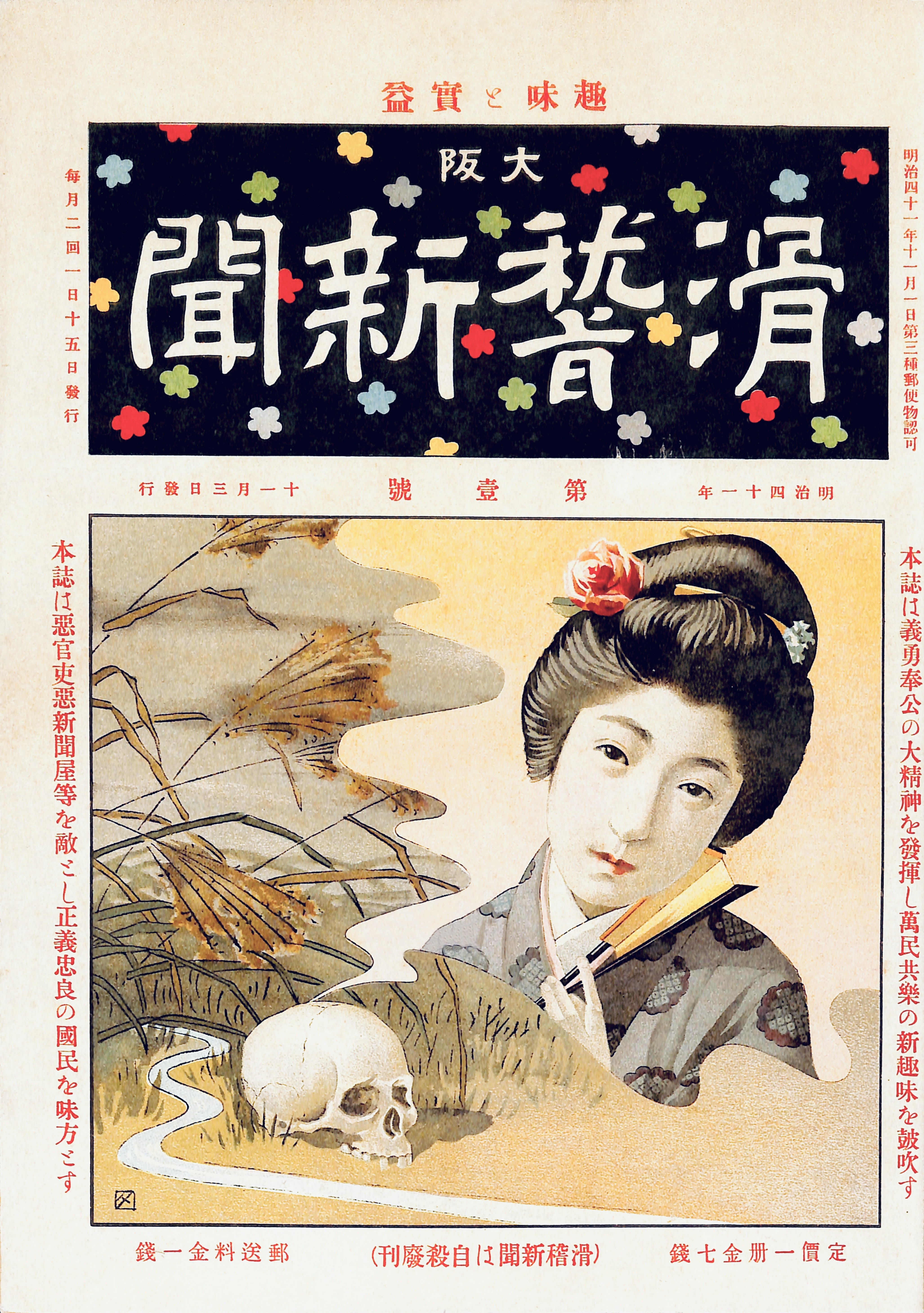
発行禁止命令に先んじて自殺廃刊した『滑稽新聞』の後継誌『大阪滑稽新聞』創刊号（1908年11月3日号）

外骨の出版した刊行物の中でも最も有名な『滑稽新聞』は、明治34年（1901年）に大阪で創刊された。名目上の発行人は三好米吉。これは、外骨に万一のことがあっても発行を続けられるように別人を立てたためで、外骨は「小野村夫」（出身地にちなむ）のペンネームで執筆。無署名なども含めると、記事の大半を自ら書いた。寄稿は編集者によるものを含めほとんどがペンネームで、外骨以外の編集者、寄稿者で実名がはっきりしているのは三好、溝口駒造、板橋菊松、森近運平、松崎天民、結城禮一郎、寺門咲平の7人。印刷は福田友吉が担当した。
モットーは『威武に屈せず富貴に淫せず、ユスリもやらずハッタリもせず、天下独特の肝癪（かんしゃく）を経（たていと）とし色気を緯（よこいと）とす。過激にして愛嬌あり』。時事批評だけでなく下世話な世相の話題まで扱い、現代の週刊誌に相当する内容であった。外骨の記事は巧みに仕込まれた毒とパロディー精神に富み、さらに挿絵も腕の良い職人（実名がはっきりしているのは墨池亭黒坊こと前野一廣、竹久茂次郎）の手になるもので一般大衆に人気を博した。活字（文字や約物）を並べて絵に見せたり、他愛ない小説に見せかけて（縦組みのページを）横に読むと性的なネタが隠れていたりと今日各種ウェブサイトで一般化した技法（アスキーアートや縦読みなど）の原形も見られる。検閲などのため刊行が遅れることが多く途中からは「例の延刊」と自ら表紙に載せ、たまに予定通り発行されると「例の延刊にあらず」とネタにしたほどだった。最盛期の部数は8万部。この時代の雑誌としてはトップクラスの売れ行きだった。そのため類似誌も『いろは新聞』『東京滑稽新聞』『あづま滑稽新聞』『滑稽界』『東京滑稽』『江戸ツ子』『ポテン』『滑稽雑誌』『名古屋滑稽』『釜山滑稽新聞』など多数登場し、外骨は「猿雑誌」と類似誌を評しつつ『滑稽新聞』の影響力を自慢した。先述の野口茂平に対しては、野口が誹毀罪で告訴したためもあるが、毎号野口がさらし首にされた絵を載せ攻撃し続けるなど長期間にわたって追跡する記事が多かった。これらが他誌にまま見られた金銭などのユスリ目的ではないことは野口も承知していた。
明治41年（1908年）10月、当局は『滑稽新聞』に対して発行禁止命令を出した。外骨は発行禁止に先んじて173号を以て「自殺号」として廃刊。しかし翌月には『大阪滑稽新聞』を創刊して事実上の後継誌とした（31号までで外骨は編集を離れたが、大正3年（1914年）まで存続）。同誌では批判対象の伊藤博文・井上馨・山縣有朋の死期を当てる懸賞という不謹慎企画を立てた（明治42年（1909年）10月15日号、通巻24号）。外骨は懸賞商法を批判していたが内務省が10月15日付で規制に乗り出したため、わざと懸賞を始めたのである。その直後に伊藤が安重根に暗殺されると11月1日号（通巻25号）は風俗関連の記事が安寧秩序を乱し、風俗を害するとして発禁となった。11月15日号（通巻26号）では伊藤追悼一色のマスコミを批判し「非常の死は幸福」と題して津田三蔵や小山六之助（李鴻章襲撃犯）を例に挙げ、暗に安を擁護した。これも発禁処分となった。また12月15日号（通巻28号）では「我輩と社会主義」と題し、「社会主義者ではない」が社会主義を取り入れた国家社会主義によって「今日の政弊を除去し得られる」と主張したがこれは発禁にはならなかった。外骨と編集発行人の金子又次郎は25号、26号について自首した。その結果、大阪区裁（村野美雄裁判長）は25号、26号の記事を無罪としたが代わりに検察が問題にしなかった「我輩と社会主義」を有罪とし又次郎は新聞紙法違反で罰金80円、外骨は禁錮2ヶ月の実刑判決を受けた。

### 『スコブル』以降
大正4年（1915年）、第12回衆議院議員総選挙に立候補し「政界廓清（かくせい）・選挙違反告発候補者」を名乗り選挙違反を片っ端から告発。落選運動の走り的存在といえた。結果は259票と、法定得票には辛くも到達したが落選。一部の高額納税者にしか選挙権が無いという当時の選挙制度を正面から批判した。
大正5年（1916年）、月刊誌『スコブル』を創刊し軌道に乗せた。大正6年（1917年）、第13回衆議院議員総選挙でも再び選挙違反告発を目的として立候補。『スコブル』に選挙違反告発の目的を達成できなくとも「自己の賣名」は達成できると開き直ったり、投票日前に「落選報告演説會」の告知を出したりした。この時代の総選挙は厳密には立候補制ではなくどこの選挙区で運動することも可能だったが、東京市、大阪市それぞれの選挙区でいずれも3票と惨敗した。ちなみに「落選報告演説會」は落選後予定どおり開催され、外骨の他、外骨を下回る2票で惨敗した職工の厚田正二、1295票で法定得票には到達したが及ばなかった講釈師の伊藤痴遊も弁士として出席し盛況であった。入口に「入場料金三銭、貧民無料、新聞記者は貧民同様無料」と掲げたところ新聞記者たちは始めはそのまま入場しかけたが、「貧民同様」の文言にプライドを刺激されたのか慌てて入場料を支払ったという。
また、社会主義には当初は「到底世人の賛同を得られまい」「今の政府者がコンナ社會主義者を怖がるのは何故であるか、我々は其の理由が判らない」（『滑稽新聞』通巻125号）と冷めた見方をしていた。その後は「極端なる社會主義の実行には不賛成」だが「（政府を）普通尋常の手段で攻撃してもその功は無い、これは社會主義でおどかして改心せしめるより外に途はない」（『滑稽新聞』通巻139号）と間接的に評価するようになった。さらに思想的には距離を置きつつも森近の『大阪平民新聞』刊行を援助し「平民新聞の提灯持ち」を自称したため、特別高等警察に「社會主義派」の「特別要視察人」としてマークされた。森近が師事した幸徳秋水にも好意的で面識はないが幸徳の死刑廃止論を評価し、第二次大戦後になって『明治社会主義文献叢書』（龍吟社）の秋水文集の編纂に協力している。その後吉野作造の民本主義に傾倒し、大正8年（1919年）3月には雑誌『民本主義』を創刊した。しかし創刊からわずか4日後に即発禁処分となり廃刊させられている。大正13年（1924年）に吉野が明治文化研究会を立ち上げた際にも、外骨は同人として名を連ねている。
昭和2年（1927年）、博報堂の創業者で外骨の友人瀬木博尚の寄付により、東京帝国大学法学部に明治新聞雑誌文庫（通称「明治文庫」）が創立された。外骨は事務主任（東京帝国大学嘱託）となり、吉野作造とともにその充実に貢献した。外骨は全国の旧家を回るなどして新聞・雑誌の収集を行った。これらの資料は文化史的に価値のあるもので、広く研究のための利用に供されている（後に明治新聞雑誌文庫は、東京大学大学院法学政治学研究科附属「近代日本法政史料センター」の一部門に改組）。
終戦後もGHQによる検閲や発禁処分を度々受け、「何が言論の自由か」と言論の規制を敷いている点では戦前の日本政府とGHQは大して差が無いことを批判した。

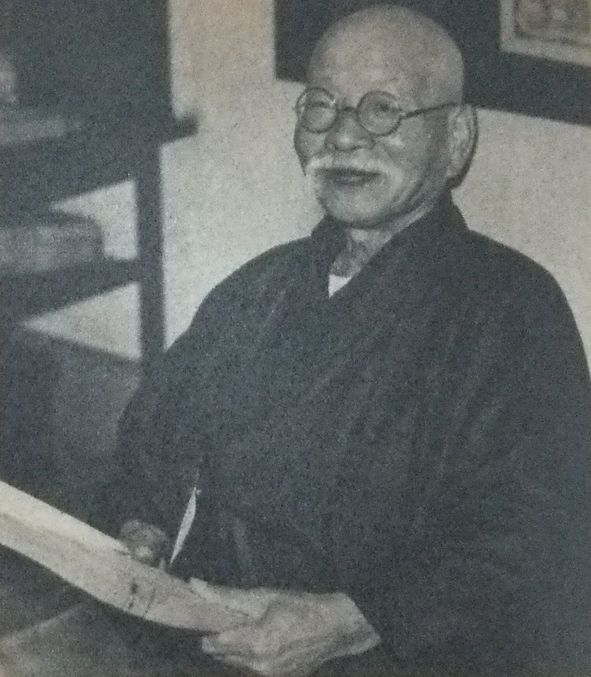
1951年頃

昭和24年（1949年）に東京大学（昭和22年（1947年）に東京帝国大学から新制東京大学に改称）を退職。昭和30年（1955年）7月30日に文京区駒込追分町の自宅で老衰により死去。享年89。戒名は質直院外骨日亀居士。晩年は容姿がガンジーに似ているといわれた。

## 家族及び親族
父親の宮武吉太郎は代々の庄屋の仕事のほかに酒造・砂糖業を営んでいた。兄の宮武南海（1861年生）は出版社「進歩館」や私塾「東京学館」などを経営したほか、東京市会議員、日動火災海上保険の取締役なども務めた。外骨が収監中には『頓智協会雑誌』の後継誌として『頓智会雑誌』を創刊した。
外骨自身は結婚しているが、若くして妻子に先立たれている。明治25年（1892年）に緒方八節（おがた やよ）と連れ添い、外骨が27歳の時に八節との間に、一男天民（てんみん）をもうけたが、わずか1歳で天民は夭折。大正4年（1915年）、バセドー氏病を患った妻・八節とも48歳の時に死別している。八節は旧肥後高瀬藩主・細川利愛の子・緒方倫親の娘だが、明治維新後、貧困のため妾奉公などを経て外骨の下女となり、そののち妻となった。八節の父親の倫親は幼児期に細川家から緒方家に養子に出された際に細川家から生涯年金が支払われる約束を得ていたが、廃藩置県を機にその支給が途絶えていた。倫親の貧窮ぶりを見た外骨は、倫親の兄である細川家当主細川利永子爵にかけあったが拒否されたため、事の次第を告発する文書を作成したり、民事訴訟を起こすなどして細川家の非情を世に訴えた。同じ華族醜聞事件として世を賑わせた相馬家事件で一儲けした黒岩涙香の萬朝報が「細川家事件」として外骨に取材して連載する予定だったが、細川家からの依頼でこれを反故にしたため、外骨と黒岩は生涯反目したと言われる。
明治39年（1906年）に養女にした三千代は大正13年（1924年）に嫁ぎ先で流産の為に死去。その死を知らせて来た電報を外骨は生涯手元に置いていた。もともと『滑稽新聞』の顧問弁護士・日野国明の娘だった三千代は、八節が亡くなった年に実家の日野家に復籍、大正11年に上野高等女学校を卒業後、吉野作造を媒酌人に、吉野の教え子の東京帝国大学法学部出で住友総本店に勤務していた石川清と結婚、亡くなったときはまだ19歳だった。
大正11年（1922年）に吉原の元遊女だった小清水マチ（末知）と暮らし始め、のちに再婚したが、昭和3年（1928年）にマチは書生との密通を外骨に問い詰められて猫いらずで服毒自殺した。その一週間後、39歳の水野和子（まさこ）と再婚、昭和15年に和子が脳溢血で亡くなると稲田能子（よしこ）と再婚した。八節の前に同棲していた房子を入れると外骨は生涯に5人の女性を妻とした。
晩年の外骨と生活をともにし外骨の伝記や復刻本を多数刊行、近代史関係の著作もある吉野孝雄は甥（最後の妻・能子の妹の子）。
従兄弟の曾孫にフリーライターで宮武外骨を研究するグループ「ぐわいこつふあんくらぶ」会長の、砂古口早苗（さこぐち さなえ、昭和24年（1949年） - ）がいる。

## 刊行物及び著書

### 雑誌・新聞
- 『屁茶無苦新聞』明治19年（1886年）4月 ※1号のみ
- 『頓智新聞』明治19年（1886年）10月 ※1号のみ
- 『絵入広告新聞』明治19年（1886年）11月 ※1号のみ
- 『頓智協会雑誌』明治20年（1887年）4月～明治22年（1889年）2月 ※1～28号
- 『宮武雑誌』明治20年（1887年）12月 ※1号のみ
- 『西洋叢談』明治21年（1888年）3月 ※1号のみ
- 『文明雑誌』明治26年（1893年）3月 ※1号のみ
- 『頓智と滑稽』明治28年（1895年）5月～11月 ※1～7号
- 『骨董雑誌』明治29年（1896年）11月～明治31年（1898年）10月 ※1号～第3編4号
- 『半狂堂随筆』明治29年（1896年）11月～明治30年（1897年）10月 ※1～8集「骨董雑誌」付録
- 『古今内外名数雑誌』明治30年（1897年）8月 ※1号のみ
- 『骨董協会雑誌』明治32年（1899年）1月～4月 ※1～4号
- 『美術国』明治32年（1899年）4月 ※1号のみ
- 『台北新報』明治32年（1899年）10月 ※1号のみ
- 『滑稽新聞』明治34年（1901年）1月～明治41年（1908年）10月 ※1～173号
- 『活殺』明治40年（1907年）5月 ※1号のみ
- 『絵葉書世界』明治40年（1907年）5月～明治42年（1909年）6月 ※1～26集「滑稽新聞」増刊
- 『月雪花』明治40年（1907年）5月～6月 ※1～2集「絵葉書世界」付録
- 『教育画報 ハート』明治40年（1907年）10月～明治41年（1908年）1月 ※1～3号
- 『大阪滑稽新聞』明治40年（1907年）10月～明治42年（1909年）4月 ※1～19号
- 『大阪滑稽新聞』明治41年（1908年）11月～明治43年（1910年）2月 ※1～31号
- 『此花』明治43年（1910年）1月～明治45年（1912年）7月 ※1枝～周落号
- 『有名無名』明治45年（1912年）4月～6月 ※1～2号
- 『日刊 不二 新聞』大正2年（1913年）4月～大正3年（1914年）4月 ※1～300号
- 『月刊 不二 雑誌』大正2年（1913年）10月～大正3年（1914年）3月 ※1～10号
- 『興味雑誌 奇』大正3年（1914年）5月～11月 ※1～7号
- 『天下茶屋』大正3年（1914年）12月 ※1号のみ
- 『ザックバラン』大正4年（1915年）5月～7月 ※1～2号
- 『袋雑誌—新刊十二種』大正4年（1915年）11月 ※1号のみ
- 『猥褻研究会雑誌』大正5年（1916年）6月 ※1号のみ
- 『スコブル』大正5年（1916年）10月～大正8年（1919年）2月 ※1～27号
- 『男女性学雑誌』大正7年（1918年）1月～2月 ※1～2号
- 『迷信研究雑誌』大正7年（1918年）1月～2月 ※1～2号
- 『民本主義』大正8年（1919年）3月 ※1号のみ
- 『赤』大正8年（1919年）7月～大正9年（1920年）2月 ※1～7号
- 『逃避文学』大正11年（1922年）5月～大正12年（1923年）5月 ※1～4号
- 『変態知識』大正13年（1924年）1月～12月 ※1～12号
- 『早晩廃刊雑誌』大正15年（1926年）4月 ※1号のみ
- 『奇抜と滑稽』昭和2年（1927年）5月～9月 ※1～5号
- 『面白半分』昭和4年（1929年）6月～11月 ※1～6号
- 『公私月報』昭和5年（1930年）11月～昭和15年（1940年）3月 ※1～109号
- 『ふたな』昭和12年（1937年）9月 ※1号のみ

### 著書等
- 『孰姉乎妹 一名幼婦集』香西伝次郎 明治18年（1885年）4月 ※宮武外骨・序文
- 『日本全国新聞雑誌細見』友文舎・浮木堂 明治19年（1886年）6月
- 『日本全国新聞雑誌一覧表』広原基輔 明治20年（1887年）10月
- 『鉄窓詞林』石川島獄中倶楽部 明治23年（1890年）3月
- 『人を驚かす法 別名文明論豪傑策』文明雑誌社 明治26年（1893年）3月 ※「文明雑誌」第1号付録
- 『古今名誉実録』第1巻～第8巻 春陽堂 明治26年（1893年）9月～12月
- 『舶来知恵袋』春陽堂 明治26年（1893年）10月
- 『本朝知恵袋』春陽堂 明治27年（1894年）1月
- 『明治天狗』第1号～第2号 小西大東 明治28年（1895年）9月～10月 ※「頓智と滑稽」第5号、6号付録
- 『滑稽辞林』安田書店 明治36年（1903年）10月
- 『日本新刑法』滑稽新聞社 明治41年（1908年）8月 ※「滑稽新聞」168号付録
- 『菱川師宣画譜』（浮世絵名鑑1）雅俗文庫 明治42年（1909年）7月
- 『浮世絵師百家美人画譜』上巻 雅俗文庫 明治42年（1909年）11月
- 『奇想天来』雅俗文庫 明治43年（1910年）1月
- 『奥村政信画譜』（浮世絵名鑑2）雅俗文庫 明治43年（1910年）4月
- 『浮世絵師百家美人画譜』下巻 雅俗文庫 明治43年（1910年）12月
- 『絵本道化遊』 雅俗文庫 明治44年（1911年）2月
- 『猥褻風俗史』 雅俗文庫 明治44年（1911年）4月
- 『筆禍史』雅俗文庫 明治44年（1911年）5月
- 『人形雑誌』上篇 雅俗文庫 明治44年（1911年）5月 ※下篇は刊行されず
- 『西川祐信画譜』（浮世絵名鑑3）雅俗文庫 明治44年（1911年）9月
- 『山東京伝』吉川弘文館 大正5年（1916年）11月
- 『面白半分』文武堂 大正6年（1917年）4月
- 『つむじまがり』文武堂書店 大正6年（1917年）7月
- 『通俗心理奇問正答』文武堂書店 大正7年（1918年）6月
- 『猥褻廃語辞彙』宮武外骨 大正8年（1919年）5月 ※頒布禁止のため大正14年2月に再版
- 『裸に虱なし』文武堂書店 大正9年（1920年）2月
- 『奇想凡想』文武堂書店 大正9年（1920年）6月
- 『一癖随筆』第1号～第3号 半狂堂 大正10年（1921年）4月～大正11年（1922年）4月
- 『日本擬人名辞書』半狂堂 大正10年（1921年）5月
- 『寂滅為楽考』半狂堂 大正10年（1921年）5月 ※『日本擬人名辞書』直接購入者付録
- 『売春婦異名集』半狂堂 大正10年（1921年）10月
- 『笑ふ女』半狂堂 大正10年（1921年）10月 ※『売春婦異名集』と同内容
- 『婉曲対句集』半狂堂 大正10年（1921年）10月 ※『売春婦異名集』『笑ふ女』付録
- 『半男女考』半狂堂 大正11年（1922年）5月
- 『奇態流行史』半狂堂 大正11年（1922年）7月
- 『死刑類纂』半狂堂 大正11年（1922年）10月
- 『賭博史』半狂堂 大正12年（1923年）5月
- 『縮刷奇態流行史』一人社 大正12年（1923年）7月
- 『面白半分』半狂堂 大正12年（1923年）8月 ※和装版
- 『震災画報』第1冊～第6冊 半狂堂 大正12年（1923年）9月～大正13年（1924年）1月
- 『川柳語彙』半狂堂 大正12年（1923年）11月
- 『川柳と百人一首』（川柳叢書2）半狂堂 大正13年（1924年）9月
- 『川柳や狂句に見えた外来語』（川柳叢書3）半狂堂 大正13年（1924年）9月
- 『猥褻と科学』半狂堂 大正13年（1924年）12月
- 『明治奇聞』第1篇～第6篇 半狂堂 大正14年（1925年）1月～大正15年（1926年）6月
- 『且也』無記名 大正14年（1925年）1月
- 『文明開化』1～4 半狂堂 大正14年（1925年）7月～大正15年（1925年）9月
- 『明治演説史』（表裏叢書1）有限社 大正15年（1926年）4月
- 『明治密偵史』（表裏叢書2）有限社 大正15年（1926年）7月
- 『筆禍史』改訂増補 朝香屋書店 大正15年（1926年）9月
- 『明治史料』半狂堂 昭和2年（1927年）10月
- 『すきなみち』半狂堂 昭和2年（1927年）10月
- 『外骨著書 売らん哉』宮武外骨 昭和3年（1928年）2月
- 『日本全国各地に郷土博物館の設立を望む（私案）』宮武外骨 昭和3年（1928年）2月
- 『一円本流行の害毒と其裏面談』有限社 昭和3年（1928年）11月
- 『アリンス国辞彙』半狂堂 昭和4年（1929年）5月
- 『東天紅—東京帝国大学法学部明治新聞雑誌文庫所蔵目録』瀬木博尚 昭和5年（1930年）7月
- 『自家性的犠牲史』大阪出版社 昭和6年（1931年）4月
- 『随題随記随刊』全10冊 半狂堂 昭和6年（1931年）12月
- 『明治初期の法律雑誌変遷史』宮武外骨 昭和7年（1932年）4月
- 『明治名数語彙』半狂堂 昭和8年（1933年）5月 ※「公私月報」第32号付録
- 『東天紅—東京帝国大学法学部明治新聞雑誌文庫所蔵目録』続篇 瀬木博尚 昭和10年（1935年）10月
- 『東天紅—東京帝国大学法学部明治新聞雑誌文庫所蔵目録』三篇 瀬木博尚 昭和16年（1941年）3月
- 『府藩県制史』名取書店 昭和16年（1941年）3月
- 『アメリカ様』蔵六文庫 昭和21年（1946年）5月
- 『幸徳一派大逆事件顛末』（社会主義文献叢書4）龍吟社 昭和21年（1946年）12月
- 『昭和二十三年陽暦陰暦対照民主暦』民主暦発行所 昭和22年（1947年）10月

### 編集本・復刻本
- 『奇事流行物語・奇態流行史』人物往来社 1961年
- 『宮武外骨之著作集』太田書房 1972年 ※1.私刑類纂、5.変態知識（上下）のみ刊
- 『府藩県制史』崙書房 1973年
- 『筆禍史 改訂増補』崙書房 1974年
- 『賭博史』崙書房 1974年
- 『私刑類纂』崙書房 1974年
- 『飯島花月増補 わいせつ廃語辞彙・わいせつ風俗史』有光書房 1976年 ※外箱・小冊子付き200部限定版あり。
- 『公私月報』巌南堂書店 1981年2月
- 『明治密偵史・明治の新聞雑誌』日本シェル出版 1981年6月
- 『予は危険人物なり・宮武外骨自叙伝』筑摩書房 1985年1月（吉野孝雄 編）
- 『滑稽新聞』（全6巻・別巻「絵葉書世界」、赤瀬川原平・吉野孝雄 編）筑摩書房 1985年2月〜1986年5月
- 『宮武外骨著作集』（全8巻、谷沢永一・吉野孝雄 編）河出書房新社 1985年7月〜1992年1月
- 『明治新聞雑誌関係者略伝』（明治大正言論資料20）みすず書房 1985年11月
- 『宮武外骨此中にあり〜雑誌集成』（全26巻）ゆまに書房 1993年6月〜1995年4月
- 『川柳語彙 増補版』（辞典叢書10）東出版 1995年12月
- 『宮武外骨絵葉書コレクション』無明舎出版 1997年7月
- 『猥褻廃語辞彙・日本擬人名辞書』（隠語辞典集成18）大空社 1997年12月
- 『売春婦異名集』（隠語辞典集成19）大空社 1997年12月

### 文庫版
- 『新編・予は危険人物なり・宮武外骨自叙伝』ちくま文庫 1992年12月（編 吉野孝雄）
- 『滑稽漫画館』 河出文庫 1995年7月（編・解説 吉野孝雄） ISBN 4-309-47284-2
- 『面白半分』 河出文庫 1996年1月（編・解説 吉野孝雄） ISBN 4-309-47289-3
- 『猥褻風俗辞典』 河出文庫 1996年4月（編・解説 吉野孝雄） ISBN 4-309-47296-6
- 『明治奇聞』 河出文庫 1997年2月（編・解説 吉野孝雄） ISBN 4-309-47316-4
- 『刑罰・賭博奇談』 河出文庫 1998年3月（編・解説 吉野孝雄） ISBN 4-309-47351-2
- 『震災画報』 ちくま学芸文庫 2013年8月（解説 吉野孝雄） ISBN 978-4-480-09567-1
- 『アメリカ様』 ちくま学芸文庫 2014年2月（解説 西谷修・吉野孝雄） ISBN 978-4-480-09603-6

## テレビ番組
- 歴史秘話ヒストリア さわるな危険！宮武外骨～反骨の闘士　時代と格闘す～（2009年7月1日、NHK）[26]

### 宮武が批判した主な対象
- 伊藤博文
- 山縣有朋
- 高崎親章（大阪府知事）
- 黒岩涙香・萬朝報
- 徳富蘇峰（徳富猪一郎）・國民新聞
- 吉田東伍・坂本嘉治馬・冨山房
- ユスリ記者（ブラックジャーナリズム）
- 大阪府警察・池上四郎（大阪府警部長）
- 警察不祥事
- 逓信省（町田重備）
- 本願寺
- 野口茂平衛（ワダ・エミ#実家・野口茂平衛について）
- 藤村操

### その他
- 南方熊楠
- 明治文化研究会
- 明治文化全集
- 赤瀬川原平
- 社会主義
- 大逆事件
- 浮世絵
- 噂の眞相
- 日本における検閲
- 賞罰的県名説